# Megascops roboratus
La lechuza peruana, autillo peruano, autillo roborado o autillo de barba negra (Megascops roboratus) es una especie de ave estrigiforme de la familia Strigidae. Vive en bosques secos, húmedos y degradados de Ecuador y Perú.

## Subespecies
Se reconocen dos subespecies:
- Megascops roboratus pacificus (Hekstra, 1982)– suroeste de Ecuador y noroeste de Perú (sur de Lambayeque)
- Megascops roboratus roboratus (Bangs & Noble, 1918)– extremo sur de Ecuador y noroeste de Perú.